# Rzepiennik Strzyżewski (gmina)
Pour l’article homonyme, voir Rzepiennik Strzyżewski.
Rzepiennik Strzyżewski est une gmina rurale du powiat de Tarnów, Petite-Pologne, dans le sud de la Pologne. Son siège est le village de Rzepiennik Strzyżewski, qui se situe environ 27 km au sud de Tarnów et 85 km à l'est de la capitale régionale Cracovie.
La gmina couvre une superficie de 70,23 km2 pour une population de 6 832 habitants.

## Géographie
La gmina inclut les villages de Kołkówka, Olszyny, Rzepiennik Biskupi, Rzepiennik Strzyżewski, Rzepiennik Suchy et Turza.
La gmina borde les gminy de Biecz, Ciężkowice, Gromnik, Moszczenica, Szerzyny et Tuchów.